# Amt Thalfang

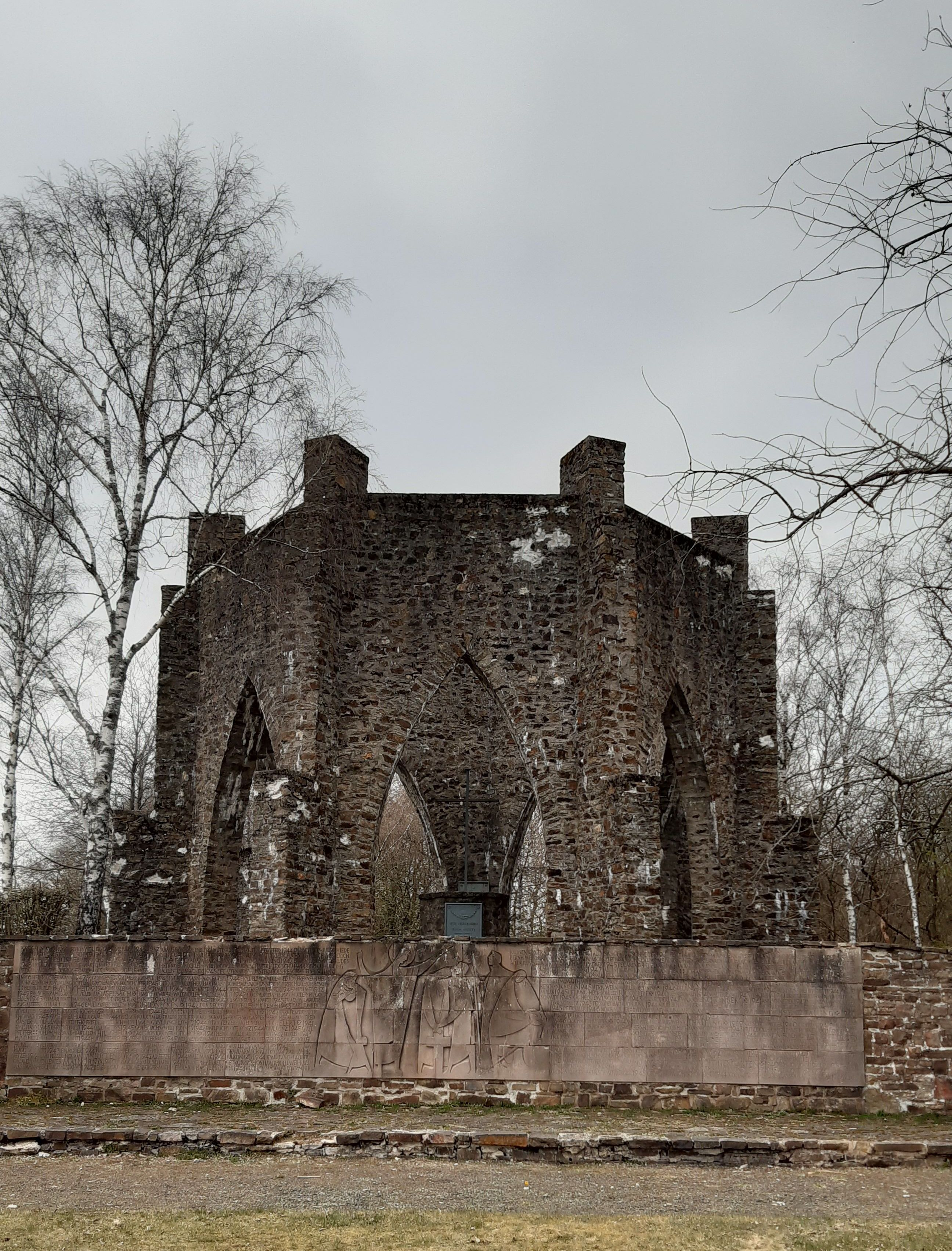
Das Kriegerdenkmal bei Thalfang erinnert an die Opfer der Weltkriege aus den Dörfern des Amtes Thalfang

Das Amt Thalfang war ein Verwaltungsbezirk in preußischer und rheinland-pfälzischer Zeit.
Das Gebiet liegt im heutigen Landkreis Bernkastel-Wittlich in Rheinland-Pfalz.
Es entstand 1928 durch Umbenennung der Bürgermeisterei Thalfang und ging 1968 auf in der Verbandsgemeinde Thalfang, der späteren Verbandsgemeinde Thalfang am Erbeskopf.

## Amt Thalfang 1931
1931 gehörten zum Amt Thalfang (Einwohnerzahl: 4837) mit Sitz in Thalfang im Kreis Berncastel im Regierungsbezirk Trier:
1. Gemeinde Baesch
2. Gemeinde Berglicht
3. Gemeinde Burtscheid
4. Gemeinde Deuselbach
5. Gemeinde Dhronecken
6. Gemeinde Etgert
7. Gemeinde Gielert
8. Gemeinde Hilscheid
9. Gemeinde Immert
10. Gemeinde Lückenburg
11. Gemeinde Malborn
12. Gemeinde Neunkirchen
13. Gemeinde Rorodt
14. Gemeinde Schönberg
15. Gemeinde Talling
16. Gemeinde Thalfang

Die benachbarten Ämter im Kreis Bernkastel waren:
Amt Bernkastel-Land, Amt Kempfeld, Amt Lieser, Amt Morbach, Amt Mülheim (Mosel), Amt Neumagen, Amt Rhaunen und Amt Zeltingen.